# Leptocarydion vulpiastrum
Leptocarydion vulpiastrum là một loài thực vật có hoa trong họ Hòa thảo. Loài này được (De Not.) Stapf mô tả khoa học đầu tiên năm 1900.